# Afrogortyna altimontana
Afrogortyna altimontana là một loài bướm đêm trong họ Noctuidae.